# Fluid nenewtonian
Un fluid nenewtonian este un fluid care nu respectă legea lui Newton asupra viscozității. Pentru fluidele newtoniene, există o variație liniară între tensiunea tangențială și viteza de deformare. Pentru fluidele nenewtoniene, această variație este curbilinie. Anomaliile de la comportamentul newtonian se manifestă în diverse feluri: de exemplu, viscozitatea nu este independentă de viteza de deformare sau relația între tensiunea tangențială și viteza de deformare este dependentă de timp. 

## Fluide nenewtoniene independente de timp
La acestea, viteza de deformație depinde doar de tensiune. Fluidele nenewtoniene independente de timp pot fi clasificate în fluide cu prag de efort unitar și fluide fără prag de efort unitar. Primele mai sunt cunoscute și sub denumirea de fluide monoplastice (de exemplu, fluid plastic Bingham). Fluidele fără prag de efort unitar au fie o comportare pseudo-plastică (viscozitatea scade cu valoarea tensiunii sau a vitezei de deformație, ele se fluidizează), fie o comportare dilatantă (viscozitate crește cu viteza de deformare). Comportamentul pseudo-plastic se explică prin alinierea particulelor în suspensie sau prin desfășurarea lanțurilor (în cazul polimerilor), astfel încât să opună o rezistența mai mică la curgere.
Suspensiile de amidon sau nisip în apă sunt exemple de fluide dilatante, iar gheața, sângele, siropul sunt exemple de fluide pseudo-plastice.

## Fluide nenewtoniene dependente de timp
La acestea, viteza de deformație depinde de mărimea și de durata tensiunii, precum si de evoluția în timp a solicitărilor. Astfel, există comportare tixotropica, la care tensiunile tangențiale scad în timp, sau comportare reopatică, la care tensiunile tangențiale cresc în timp. Vopselele sunt de obicei lichide tixotropice, iar frișca este un exemplu de lichid reopatic.